# Marcus Statius Priscus Licinius Italicus
Marcus Statius Priscus Licinius Italicus war ein im 2. Jahrhundert n. Chr. lebender Angehöriger des römischen Ritterstandes (Eques), der in den Senat aufstieg und 159 Konsul wurde. Durch eine Inschrift, die auf 162/164 datiert wird, sind einzelne Stationen seiner Laufbahn bekannt.
Statius stammte vielleicht aus Dalmatien, wo die Namen Statius und Priscus weit verbreitet waren. Seine militärische Laufbahn ging über die für einen Angehörigen des Ritterstandes üblichen Tres militiae hinaus; er begann sie als Präfekt der cohors IV Lingonum um 132 in Britannien und wurde dann bald als Tribun der legio III Gallica in den jüdischen Krieg Kaiser Hadrians abkommandiert. Für seine Leistungen im jüdischen Krieg erhielt er von Hadrian ein Vexillum als militärische Auszeichnung. Danach war er als Tribun in der legio X Gemina in der Provinz Pannonia superior tätig. Später, ebenfalls in Pannonien, war er Tribun in der legio I Adiutrix. Danach übernahm er als Praefectus equitum die Leitung der ala I praetoria civium Romanorum.
Nach seiner militärischen Laufbahn war er als Procurator Augusti für die Verwaltung der Erbschaftssteuer (XX hereditatium) in den Provinzen Gallia Narbonensis und Aquitania verantwortlich; dieser Posten war mit einem Jahreseinkommen von 60.000 Sesterzen verbunden. Danach wurde Statius in den Senat aufgenommen; die Gründe dafür gehen aus der Inschrift nicht hervor. Er übte im Anschluss die folgenden Ämter aus: die Quästur, das Volkstribunat und die Prätur.
Statius prätorische Laufbahn begann mit den Legaturen der legio XIIII Gemina in Pannonien und der legio XIII Gemina in Dakien. Kurz darauf wurde Statius Legat der Provinz Dacia superior (156?–158); als Statthalter von Dacia superior ist er durch zwei Militärdiplome, die auf 157 und 158 datiert sind, belegt. Im Jahr 159 wurde Statius ordentlicher Konsul. Nach seinem Konsulat wurde er im Jahr 160 curator alvei Tiberis et riparum et cloacarum urbis. In diesem Amt hatte er die Aufsicht über das Tiberbett, seine Ufer und die Abwässer der Stadt. Ungefähr Anfang 161 bis Sommer oder Herbst, bevor er nach Britannien versetzt wurde, war Statius Legat der Provinz Moesia superior; wo er durch eine Inschrift und ein Militärdiplom, belegt ist.
Nach seiner Legatur in der Provinz Britannien, wurde er, wohl in den ersten Monaten des Jahres 162, nach Kappadokien abkommandiert, um dort die Stelle des Marcus Sedatius Severianus nach dessen Niederlage gegen Vologaeses IV. bei Elegeia zu übernehmen. Als dux des Kaisers Lucius Verus beteiligte sich Statius am Partherkrieg, er nahm die alte armenische Hauptstadt Artaxata ein und legte die neue Hauptstadt Kainopolis an, wo er eine römische Besatzung zurückließ. Statius starb hochbetagt noch während des Krieges.